# Sydney Lassick
Sydney Lassick (* 23. Juli 1922 in Chicago, Illinois; † 12. April 2003 in Los Angeles, Kalifornien) war ein US-amerikanischer Schauspieler. Bekanntheit erlangte er 1975 in der Rolle des Charlie Cheswick in Einer flog über das Kuckucksnest.

## Leben
Lassick war der Sohn russisch-jüdischer Immigranten. Er diente während des Zweiten Weltkriegs in der United States Navy und studierte anschließend Dramaturgie an der DePaul University. 1958 begann Lassick seine Schauspielkarriere. Er verkörperte in seinen Rollen zumeist neurotische oder leicht reizbare Charaktere.
Nach mehreren zumeist nur kleinen Filmauftritten erlangte Sydney Lassick 1975 Bekanntheit durch seine Rolle des manisch-depressiven und kindischen Charlie Cheswick in Einer flog über das Kuckucksnest an der Seite von Jack Nicholson. In den folgenden Jahren war er unter anderem als Nebendarsteller in mehreren bekannten Horrorfilmen zu sehen. So spielte Lassick zum Beispiel 1976 den Klassenlehrer Mr. Fromm in Carrie – Des Satans jüngste Tochter. 1980 war er als Gutchel in Der Horror-Alligator zu sehen, gefolgt von Auftritten in den Slasher-Filmen The Unseen – Das unsichtbare Böse (1980) und Silent Madness (1984).
Neben seinen Auftritten in Horrorfilmen wirkte Lassick in bekannten Filmen wie 1941 – Wo bitte geht’s nach Hollywood und Mel Brooks – Die verrückte Geschichte der Welt mit, spielte dort aber nur Kleinst- oder Statistenrollen. Bekanntere Rollen abseits des Horror-Genres hatte er unter anderem 1984 als Amerikanischer Tourist im Kurzfilm Monaco Forever sowie 1992 als Gopher im Actionthriller Jenseits der weißen Linie. 2000 beendete Lassick seine Schauspielkarriere.
Sydney Lassick war unverheiratet und hatte keine Kinder. Neben seiner Filmkarriere arbeitete er als Spediteur. Lassick starb am 12. April 2003 im Alter von 80 Jahren an den Folgen von Komplikationen seiner Diabetes-Erkrankung in Los Angeles. Seine einzige Angehörige zum Zeitpunkt seines Todes war eine ältere Schwester. Er wurde auf dem Mount Sinai Memorial Park Cemetery in Hollywood Hills bestattet.

## Filmografie (Auswahl)
- 1958: Die Höllenkatze (The Bonnie Parker Story)
- 1959: Al Capone
- 1975: Einer flog über das Kuckucksnest (One Flew Over the Cuckoo’s Nest)
- 1976: Carrie – Des Satans jüngste Tochter (Carrie)
- 1978: Amore, piombo e furore
- 1979: Völlig durchgedreht (The Cracker Factory)
- 1979: Heiße Ware (Hot Stuff)
- 1979: Skatetown, U.S.A.
- 1979: 1941 – Wo bitte geht’s nach Hollywood (1941)
- 1980: Der Horror-Alligator (Alligator)
- 1980: The Unseen – Das unsichtbare Böse (The Unseen)
- 1981: Mel Brooks – Die verrückte Geschichte der Welt (History of the World, Part I)
- 1982: Freitag der 713. (Pandemonium)
- 1982: Zwei irre Typen auf heißer Spur (Partners)
- 1984: Silent Madness
- 1984: Monaco Forever (Kurzfilm)
- 1986: Ratboy
- 1986: Verschwitzte Körper (Body Slam)
- 1988: Die phantastische Reise ins Jenseits (Lady in White)
- 1990: Pacific Palisades
- 1991: Fast Food Family (Don’t Tell Mom the Babysitter’s Dead)
- 1991: Clowns – Ihr Lachen bringt den Tod (Shakes the Clown)
- 1991: Cool as Ice
- 1992: Jenseits der weißen Linie (Deep Cover)
- 1992: Tom & Jerry – Der Film (Tom & Jerry – The Movie; Synchronstimme)
- 1993: Sister Act 2 – In göttlicher Mission (Sister Act 2: Back in the Habit)
- 1996: Johns – Die Stricher von L.A. (Johns)
- 1997: Akte X (Fernsehserie, Episode 4x22)
- 1999: Der Mondmann (Man on the Moon)
- 2000: Something to Sing About (Fernsehfilm)